# HD 159868
HD 159868 ist ein 171,9 Lichtjahre von der Erde entfernter Gelber Zwerg mit einer Rektaszension von 17h 38m 60s und einer Deklination von −43° 08' 44". Er besitzt eine scheinbare Helligkeit von 7,24 mag. Im Jahre 2007 entdeckte Simon O’Toole einen extrasolaren Planeten, der diesen Stern umkreist. Dieser trägt den Namen HD 159868 b.